# Коготков, Николай Гаврилович
Николай Гаврилович Коготков (1894 — 8 сентября 1929) — шахтёр.

## Биография
Родился в 1894 г. в деревне Чулковские Выселки Скопинского уезда в полукрестьянской горняцкой семье. Отец погиб в русско-японскую войну. Коля Коготков в десятилетнем возрасте стал кормильцем большой семьи. В течение двух лет батрачил, год провел в пастухах, три года работал молотобойцем, побывал и на торфоразработках. 
На Побединский рудник семнадцатилетний юноша пришел разнорабочим. Выполнял все работы на поверхности рудника. Пять лет был рудничным слесарем.
Во время Февральской революции горняки выдвинули Коготкова своим депутатом в рудничный комитет и Совет рабочих депутатов. В начале 1918 года Н.Г. Коготков вступил в ряды ВКП(б). В 1918 г. избран членом президиума Скопинского горсовета. В 1919 г. - членом правления шахтерсоюза. В 1921 г. - член коллегии Главугля. 
В 1922 году назначен помощником управляющего Подмосковным бассейном. 
В 1923 году учился в Москве на рабфаке горной академии. 
С 1924 года по ноябрь 1926 года — член президиума райкома профсоюза горнорабочих Подмосковного бассейна. С декабря 1926 года по март 1928 года Н.Г. Коготков председатель этого райкома профсоюза, являясь в то же время и членом Тульского губкома ВКП(б).
Скончался 8 сентября 1928 года. Похоронен на Новодевичьем кладбище в Москве.

## Память
- В 1929 году в его честь была названа железнодорожная станция «Коготково», с 2004 года - микрорайон города Скопина Рязанской области.